# Mustafina Klada
Mustafina Klada falu Horvátországban, Sziszek-Monoszló megyében. Közigazgatásilag Velika Ludinához tartozik. 

## Fekvése
Sziszek városától légvonalban 27, közúton 41 km-re északkeletre, községközpontjától légvonalban 6, közúton 9 km-re északra, a Monoszlói-hegység lejtőin fekszik.

## Története
Területe már a középkorban is lakott volt. A 13. században a falu keleti határában a Monoszlói-hegység egyik magaslatán építették fel Košutgrad várát. A vár alatt a Podgradski Jarak nevű patak partján feküdt a főként kereskedők és kézművesek lakta Podgradska település. A településnek temploma is volt, melyet Szent Márton tiszteletére szenteltek és amelyet 1334-ben említenek először. Nem volt nagy a területe, hiszen erre a vár alatt nem állt rendelkezésre elég hely, emiatt viszont sűrűn lakott település volt. A lakosság számára jellemző, hogy 1501-ben a plébános mellett káplán is szolgált itt. A vár és a település birtokosa a 14. század végén monoszlói Csupor István fia János volt. A család egyik tagja Csupor Demeter volt 1442 és 1465 között a zágrábi püspök. Az ő idejében építették fel a podgradskai ferences kolostort, melynek maradványai ma is láthatók a falu felett a vár közelében, a patak bal partján. 
A 16. században rövid időre elfoglalta a török. valószínűleg ekkor pusztult el a középkori falu. Mivel a vár is elpusztult Podgradskát sem telepítették be újra. Helyette innen nyugatra a hegység lábánál új falut létesítettek, mely a Mustafina Klada nevet kapta. A község falvaihoz hasonlóan fejlődése a 18. század második felében, Mária Terézia uralkodása idején gyorsult fel. A 19. század elején rövid ideig francia uralom alá került, majd ismét a Habsburg Birodalom része lett. 
A falunak 1857-ben 97, 1910-ben 190 lakosa volt. Belovár-Kőrös vármegye Krizsi, majd Kutenyai járásához tartozott. 1918-ban az új szerb-horvát-szlovén állam, majd később Jugoszlávia része lett. A II. világháború idején a Független Horvát Állam része volt. A háború után a béke időszaka köszöntött a településre, enyhült a szegénység és sok ember talált munkát a közeli városokban. A falu 1991. június 25-én a független Horvátország része lett. 1993-ban Sziszek-Monoszló megyén belül megalakult Velika Ludina község, melyhez a falu is tartozik. A településnek 2011-ben 164 lakosa volt.

## Népesség
| Lakosság változása | Lakosság változása | Lakosság változása | Lakosság változása | Lakosság változása | Lakosság változása | Lakosság változása | Lakosság változása | Lakosság változása | Lakosság változása | Lakosság változása | Lakosság változása | Lakosság változása | Lakosság változása | Lakosság változása | Lakosság változása |
| ------------------ | ------------------ | ------------------ | ------------------ | ------------------ | ------------------ | ------------------ | ------------------ | ------------------ | ------------------ | ------------------ | ------------------ | ------------------ | ------------------ | ------------------ | ------------------ |
| 1857               | 1869               | 1880               | 1890               | 1900               | 1910               | 1921               | 1931               | 1948               | 1953               | 1961               | 1971               | 1981               | 1991               | 2001               | 2011               |
| 97                 | 102                | 105                | 119                | 167                | 190                | 196                | 309                | 268                | 290                | 264                | 227                | 185                | 179                | 180                | 164                |

## Nevezetességei
Košut várának maradványa Mustafina Kladáról egy makadámúton közelíthető meg. A várat valószínűleg a 13. században építették, első írásos említése 1334-ben történt („castro Cosuchak” alakban), amikor már a vár alatti település templomát is említik. Makár ispán leszármazottaié, majd a Csupor családé, később az Erdődyeké volt. A 16. században a török háborúkban pusztult el és már nem építették újjá. Romjai a Podgradska-patak forrása feletti 270 méteres magaslaton találhatók. A vár ovális alaprajzú volt, mély árok és töltés övezte. Mára csak a kőfalak maradványai láthatók belőle. A vár alatti települést is árok övezte, melyen keresztül felvonóhídon lehetett a várba jutni. A vár közelében ferences kolostor maradványai is találhatók. A romokhoz a vártól hegyi ösvény vezet, helyét tábla jelzi.